# Sobór św. Jerzego w Jurjewie-Polskim
Sobór św. Jerzego – prawosławny sobór w Jurjewie-Polskim.
Przez dłuższy czas historycy byli zdania, że sobór znajduje się na miejscu wcześniejszej drewnianej cerkwi św. Jerzego, wzniesionej w 1152 przez Jerzego Dołgorukiego, rozebranej w 1230 z powodu bardzo złego stanu technicznego. Obecnie badania archeologiczne dowiodły jednak, że świątynia ta znajdowała się w innym miejscu. Sobór został zbudowany w latach 1230–1234. Obiekt wzniesiono na tradycyjnym planie czworoboku, z jedną usytuowaną centralnie kopułą, bogato dekorując jego ściany zewnętrzne rzeźbami z motywami roślinnymi i zwierzęcymi oraz scenami biblijnymi. Była to ostatnia świątynia na ziemi włodzimierskiej wzniesiona przed najazdem mongolskim.
W 1460 doszło do zawalenia się dachu świątyni. Do Jurjewa-Polskiego przybył wówczas architekt Wasilij Jermolin, który przeprowadził odbudowę obiektu w formie możliwie zbliżonej do jego pierwotnego wyglądu. Doszło jednak do zmiany proporcji świątyni i utraty przez nią wrażenia wyższej i lżejszej, jakie pierwotnie cechowało jej architekturę (analogicznie jak w przypadku np. cerkwi Opieki Matki Bożej na Nerli. W kolejnych stuleciach część płaskorzeźb, które nie zostały odtworzone przez Jermolina, została zrekonstruowana.